# Elbert
Elbert è un census-designated place (CDP) degli Stati Uniti d'America della contea di Throckmorton nello Stato del Texas. La popolazione era di 30 abitanti al censimento del 2010.

## Geografia fisica
Elbert è situata a 33°16′29″N 99°00′08″W (33.274758, -99.002109).
Secondo lo United States Census Bureau, il CDP ha una superficie totale di 15,58 km², dei quali 15,58 km² di territorio e 0 km² di acque interne (0% del totale).

## Società

### Evoluzione demografica
Secondo il censimento del 2010, la popolazione era di 30 abitanti.

### Etnie e minoranze straniere
Secondo il censimento del 2010, la composizione etnica del CDP era formata dal 96,67% di bianchi, lo 0% di afroamericani, il 3,33% di nativi americani, lo 0% di asiatici, lo 0% di oceanici, lo 0% di altre razze, e lo 0% di due o più etnie. Ispanici o latinos di qualunque razza erano lo 0% della popolazione.